# キングスロード
キングスロードは、かつて存在した日本のプロレス団体。

## 歴史
2005年10月、全日本プロレスで取締役を務めていた青木謙治と高橋英樹が全日本を退社。その後、「ジャイアント馬場さんの作った王道プロレスが現在の全日本には無い。我々は王道プロレスを目指したい」と、11月にかつて全日本本社があった六本木に事務所を構え、当時の電話番号を買い取った。11月、全日本を退団した宮本和志が移籍し、所属選手第1号となった。
2006年1月15日、後楽園ホールで旗揚げ戦を開催。リングのマットは青木は「たまたま」と主張しているが1980年代の全日本を意識したような青と赤のツートンカラーとなっており、会場にもかつての全日本ファンであろう中年男性を中心に多くの観客が入ったがメインイベントとなった宮本と天龍源一郎の試合以外は王道プロレスと言える試合は無く、ターザン後藤やケンドー・カシンらによる場外乱闘を中心とした試合もあり、試合会場からは「どこに王道があるんだ」と厳しい野次も飛んだ。
宮本は「3年後の日本武道館大会を目指す」と公言しているが、業界内外からも批判が多かった。宮本がプロレス誌のインタビューで「武道館開催はいつでも可能」と述べて、その後、自身のブログにおいて「使用料を払うだけならの意だった」と軽はずみな発言を控えると反省の意志を見せた。しかし、この見解を述べる前には大森隆男がかつて結成していたタッグチーム「NO FEAR」を自分と組んで復活させろとの要求を出していた。
旗揚げ第2戦に天龍が不参加となった際、「相応しい対戦相手が用意できなかったため」と同日に参戦する選手には相応しい者がいないと取れる発言もしている。宮本はエースとしての責任感からか舌禍となってしまう発言を繰り返している。その大森も旗揚げ戦でのインタビューにて、「3年後なんて悠長なことは言ってられない。3年間待ってくれるファンやマスコミなんていない」と厳しく叱責し、看板としている王道プロレスに関しても、「自分自身が馬場さん率いる全日本にいて王道とは何かが分からなかったのに、今までバラバラでやってきた奴らが王道とは何かの答えなど見つかるはずもない」と手厳しい。また天龍からも「王道とは形の無いもの。王道と言う言葉でファンの方を刺激するのはやめて、精進してほしい」とメッセージを送られた。
2月28日、後楽園ホールで第2戦を開催。当時全日本所属だった長井満也や、全日本常連外国人選手のジョージ・ハインズの他、後藤達俊、ミスター雁之助、リッキー・フジらも参戦したが、観客動員数は公式発表で950人と半減。全試合終了後に宮本は「俺が王道だー」とアピールしたものの、試合会場からは冷ややかな対応しか無かった。さらに長井と後藤からも酷評を受け、旗揚げ戦以上の失敗となった。4月9日、後楽園ホールで第3戦を開催。プロレスリング・ノアの仲田龍渉外部長に協力を申し入れて、三沢光晴、丸藤正道、菊地毅、志賀賢太郎が参戦した。
第3戦終了後、次回大会以降は「BATTLE LEAGUE」というイベントとして開催されることが発表され、試合会場も新宿FACEや北沢タウンホールと縮小。ZERO1-MAX主要選手との抗争ストーリーの展開が中心軸となっていたが7月1日、北沢タウンホール大会で青木代表が活動停止を宣言し、通算5回の興行で幕を下ろすことになった。9月、ZERO1-MAXを運営するファースト・オン・ステージに吸収合併された。

## 王道プロレスについて
業界外からの批判の多くは、「ジャイアント馬場の王道プロレス復活」を信念に掲げているキングスロードの立ち上げの中心人物たちが、ジャイアント馬場の死後に全日本に入社しており、馬場と直接協働した経験がないことを根拠としている。代表の青木は武藤敬司と共に新日本プロレスから移籍していて、同じく共同経営者の高橋も最初に関わったのこそ全日本だが、すぐに大仁田厚と共にジャパン女子プロレスに移籍して、大仁田とFMWの立ち上げに参加。その後はJPWA→ディファ有明職員→2001年再び全日本と、各プロレス団体や関係先を渡り歩いた人物である。
宮本和志にしても、三沢社長時代に練習生として全日本に参加しているものの、練習の辛さから合宿を逃げ出している。また本人は旗揚げ前の週刊プロレスのインタビューで「馬場さんのプロレスは馬場さんにしか出来ないと思うから、ボクは四天王プロレスを目指す」と話しているが、四天王プロレスと王道プロレスはほぼ同意語で馬場が現役時代行っていたアメリカンスタイルのプロレスと王道プロレスは全くの別物であり、理解出来ずにいた。
キングスロードは2006年2月28日の第2戦を前に、公式サイトで「キングスロードという事務所は、実力はあるが活動機会の少ない選手に試合リングを提供するために立ち上げたものである。王道プロレスは馬場さんであるからこそ言える言葉であり、王道プロレスという言葉の濫用は控えたい。我々の様な段階で使ってはならないと考えている」という声明を発表。しかしこの声明は、団体名や当初発表された旗揚理念「馬場が築いた信頼と、王道プロレスに近づくべく旗揚げした」との整合性を欠いていることが指摘された。
キングスロードの活動停止に際して、旗揚げ戦に参戦した天龍は「しょっぱかったからねぇ。キングスロードなんて大きな名前をつけて、自分は青木に『こんな名前付けて大丈夫なのか?』と聞いたが『大丈夫です』と言われた。宮本も周りは被害者だとか不幸だとか言うかもしれないけれど、貰ったチャンスを自分で手放しただけ。まぁ歯痒いですよ」と語った。

## 所属選手
- 宮本和志
- 相島勇人
- 石狩太一（現：タイチ）
- 高西翔太